# This Boy
This Boy (englisch für: Dieser Junge) ist ein Lied der britischen Band The Beatles aus dem Jahr 1963, das als B-Seite der Single I Want to Hold Your Hand erschien.

## Hintergrund
George Martin, der Produzent vieler Beatles-Songs, erinnert sich: „Sie experimentierten immer mit genauem Harmonie-Gesang […] alles, was ich tat, war die ein oder andere Note zu ändern.“ Der Tontechniker Geoff Emerick ergänzt: „Der Song war ziemlich anspruchsvoll, und sie sangen einen komplizierten dreistimmigen Vokalsatz, den George Martin – mit beträchtlicher Hilfe von Paul – noch verfeinerte. George verbrachte viel Zeit mit Lennon, McCartney und Harrison am Piano, wo er die Gesangslinie eines jeden Einzelnen sorgfältig nachspielte und gelegentlich vorschlug, eine Note zu verändern.“

## Komposition
Das Lied wurde von Paul McCartney und John Lennon komponiert und unter dem Copyright Lennon/McCartney veröffentlicht. Lennon sagte hierzu: „Einfach mein Versuch, einen dieser dreistimmigen Smokey-Robinson-Songs zu schreiben. Nichts im Text; nur Sound und Wohlklang.“ McCartney ergänzte: „Es war eine Gemeinschaftsarbeit. Wir wollten was mit Harmonie-Gesang machen, denn wir liebten Harmonien und wurden recht gut darin. […] Wir schrieben zwei Stimmen und gaben George [Harrison] die dritte zum Singen.“
Das Lied steht im 12⁄8-Takt, ist in D-Dur notiert und hat eine Länge von 2 min 15 s. Das Tempo wird mit „Slowly“ angegeben, vom Genre her ist der Song eine Ballade.

## Text
Im Lied klagt jemand (“this boy”), dass seine Liebe von einem anderen (“that boy”) weggenommen wurde. „[…] wieder stellte sich John hier als ‚loser‘ dar, der wartet, daß seine Liebste zu ihm zurückkehrt.“ „Wenn der Text in Wortwahl und Darstellung auch nichts Neues bietet, so ist seine Anordnung doch auffällig: Der Mittelteil stärkt … die Annahme, dass der Sänger ‚this boy‘ sein könnte …“. Bemerkenswert ist die Onomatopoesie bei „cry-hi-hi-hi“.

## Besetzung
Besetzungsliste:
- John Lennon: Gesang, akustische Gitarre (1962 Gibson J-160 E)
- Paul McCartney: Gesang, Bass (1962–1963 Höfner 500/1)
- George Harrison: Gesang, Lead-Gitarre (1962 Gretsch 6122 Chet Atkins Country Gentleman)
- Ringo Starr: Schlagzeug (1963 Ludwig Oyster Black Pearl Downbeat)[16]

## Aufnahme
Die Aufnahme erfolgte am Donnerstag, den 17. Oktober 1963 im Studio 2 der Abbey Road Studios. Es wurden insgesamt 17 Takes aufgenommen. Produzent war George Martin, Toningenieur Norman Smith, zweiter Toningenieur Geoff Emerick.
Die Abmischungen des Liedes erfolgten am 21. Oktober 1963 in Mono und in Stereo.

## Veröffentlichungen
- In Großbritannien wurde This Boy als B-Seite der Single I Want to Hold Your Hand am Freitag, 29. November 1963 (Parlophone R 5084) veröffentlicht.[19] In Deutschland erschien der Titel erst am Montag, 10. Mai 1971 (Odeon 1 C 006-04752).[20]
- Außerdem wurde der Titel in Deutschland auf der LP Love Songs (Odeon 1 C 172-06550/1) im Oktober 1977 herausgebracht.[21]
- In den USA erschien This Boy auf der LP Meet the Beatles! am Montag, 20. Januar 1964.[22]
- Am 7. Dezember 1981 erschien die Box The Beatles E.P.s Collection, in dieser befindet sich eine zusätzliche EP mit dem Titel The Beatles. Sie enthält die europäische Erstveröffentlichung der Stereoversion.
- Am 12. Oktober 1979 wurde This Boy auf dem Kompilationsalbum Rarities veröffentlicht, am 7. März 1988 auf Past Masters.
- Im Rahmen der Anthology-Reihe erschienen zwei weitere Fassungen: Eine Liveaufnahme in Mono für die Comedy-Fernsehsendung Morecambe and Wise Show entstand, erschien am 20. November 1995 auf dem Album Anthology 1. Take 12 und 13 von This Boy erschien am 4. Dezember 1995 auf der EP Free as a Bird.
- Für BBC Radio nahmen die Beatles unter Livebedingungen zwei weitere Fassungen von This Boy auf, von denen die Aufnahme vom 17. Dezember 1963, im BBC Playhouse Theatre, London, auf dem Album On Air – Live at the BBC Volume 2 am 8. November 2013 erschien.[23]
- Am 10. November 2023 wurde das Kompilationsalbum 1962–1966 erneut wiederveröffentlicht. Auf diesem befindet sich erstmals This Boy, hier in einer von Giles Martin und Sam Okell 2023 neu abgemischten Version.

## Chartplatzierungen
Die Single I Want to Hold Your Hand / This Boy erreichte in Großbritannien Platz 1.

## Kritiken
“the slow, sad song about ‘This Boy’ […] is expressively unusual for its lugubrious music, but harmonically it is one of their most intriguing […]”

„der langsame, traurige Song von ‚This Boy‘ […] ist ausdrücklich ungewöhnlich mit seiner wehmütigen Musik, aber harmonisch ist er einer von ihren faszinierendsten […]“

„Wie seine britische A-Seite ist auch This Boy ein Laune-Stück ohne große Bedeutung.“

“Yeah, a monster. Fabulous.”

„Ja, ein Monster. Fabelhaft.“

„This Boy gehörte zu unseren Nummern mit drei Harmonien. Damals lagen Harmonien in der Luft. Dabei ist in der ganzen westlichen Musik Harmonie etwas Natürliches.“

„[…] wenn ich an ein paar meiner Songs denke – […] wie This Boy –, hatte ich Melodien vom Feinsten geschrieben.“

## Coverversionen
Eine instrumentale Version arrangierte George Martin für den Film A Hard Day’s Night; der Titel dieses Songs lautet Ringo’s Theme und ist auf der amerikanischen Soundtrack-LP enthalten. 1971 veröffentlichte Stevie Wonder eine Version, die Position 13 in den amerikanischen Charts erreichte. Am 10. August 1973 spielten die Bee Gees in der Fernsehsendung The Midnight Special den Song als einen von mehreren Beatles-Songs. 1991 coverte die Band Deuces Wild, ein Projekt von Stefan Zauner und Aron Strobel (Münchener Freiheit) den Song und erreichte damit Platz 80 der deutschen Charts. Im Jahr 2000 veröffentlichte Laurence Juber, ein ehemaliges Mitglied der Wings, eine Instrumentalversion mit einer akustischen Gitarre. 2002 coverte Sean Lennon, Lennons zweiter Sohn, den Song auf der CD Come Together. A Night for John Lennon’s Words & Music. 2014 veröffentlichten MonaLisa Twins ihre Version auf Play Beatles & More.

## Video-Live-Aufnahmen
Vier Video-Liveaufnahmen sind erhalten:
- Montag, 25. November 1963 (vier Tage vor der Veröffentlichung des Songs) in den Granada-Studios, Manchester:[28] Lennon und Harrison spielen Akustik-Gitarren; Starr benutzt Besen.
- Montag, 2. Dezember 1963 in den Elstree-Studios, Borehamwood während der Morecambe and Wise Show:[29] Lennon und Harrison spielen Elektro-Gitarren; Starr benutzt Besen.
- Dienstag, 11. Februar 1964 im Washington Coliseum:[30] Lennon und Harrison spielen Elektro-Gitarren; Starr benutzt Stöcke.
- Sonntag, 16. Februar 1964 in Miami Beach während der Ed Sullivan Show:[31] Lennon und Harrison spielen Elektro-Gitarren; Starr benutzt Stöcke.

Auf einem weiteren Video ist zu sehen, wie George Harrison die Aufnahme vom 25. November betrachtet und kommentiert.